# اونیموشا
اونیموشا یا جنگجوی اونی (به انگلیسی: Onimusha، به ژاپنی: 鬼武者)، عنوان یک مجموعه بازی ویدئویی ژاپنی در سبک اکشن-ماجراجویی است که توسط شرکت کپکام ساخته و منتشر شده‌است. این مجموعه بر طبق آمار تا دسامبر ۲۰۱۹، هشت میلیون و سیصد هزار نسخه در جهان فروش داشته‌است و هشتمین فرنچایز پرفروش شرکت کپکام است.
این مجموعه بازی از شخصیت‌های تاریخی که تاریخ ژاپن را شکل داده‌اند، به عنوان مثال از اودا نوبوناگا یکی از چهره‌های برجسته دوره سنگوکو در تاریخ ژاپن استفاده کرده‌است و داستان‌های آنها را با عناصر ماوراء طبیعی بازگو می‌کند. بیشتر بازی در ژانر اکشن-ماجراجویی، ترکیبی از مبارزات هک اند اسلش سوم شخص و انواع معماها است. قهرمانان بازی از قدرت اونی استفاده می‌کنند تا با گِنما، دشمن اصلی سری مبارزه کنند.

## بازی‌ها
| ۲۰۰۱      | اونیموشا: اربابان جنگ          |
| ۲۰۰۲      | اونیموشا ۲: سرنوشت یک سامورایی |
| ۲۰۰۳      | تاکتیک‌های اونیموشا             |
| ۲۰۰۳      | اونیموشا: شمشیر جنگجویان       |
| ۲۰۰۴      | اونیموشا ۳: محاصره اهریمن      |
| ۲۰۰۵      |                                |
| ۲۰۰۶      | اونیموشا: طلوع رؤیاها          |
| ۲۰۰۷–۲۰۱۱ |                                |
| ۲۰۱۲      | اونیموشا سول                   |
| ۲۰۱۳–۲۰۱۸ |                                |
| ۲۰۱۹      | اونیموشا: اربابان جنگ (ریمستر) |

شخصیت اصلی سری، سامانوسکه آکچی، از تاکشی کانشیرو که صداپیشگی این شخصیت را نیز بر عهده داشت، الگوبرداری شده‌است. از افراد دیگر بدین منظور یوساکو ماتسودا در «اونیموشا ۲: سرنوشت یک سامورایی» و ژان رنو بازیگر فرانسوی در «اونیموشا ۳: محاصره اهریمن» استفاده شده‌است. حرکات کاراکترها در سرتاسر سری با استفاده از تصویربرداری حرکتی ساخته شده‌است.
در ابتدا قرار بود این سری فقط یک سه‌گانه باشد، اما قسمت چهارم آن «اونیموشا: طلوع رؤیاها» در سال۲۰۰۶  منتشر شد. در سال ۲۰۱۲، کپ‌کام یک بازی مبتنی بر مرورگر به نام «اونیموشا سول» را عرضه کرد که همچنین قرار بود برای پلی استیشن ۳ در ژاپن در سال ۲۰۱۴ منتشر شود.
همچنین یک ریمستر از اولین بازی، اونیموشا: اربابان جنگ در ژانویه ۲۰۱۹ برای نینتندو سوییچ، پلی استیشن ۴، ایکس باکس وان و ویندوز منتشر شد.

## گیم پلی
اگرچه قهرمان داستان در هر عنوان اونیموشا تغییر می‌کند، اما او همیشه یک شمشیرزن ماهر است که مأموریتی را آغاز می‌کند که شامل کشتن شیاطین و دشمنان ترسناک در طول سال‌های رو به زوال دوره سنگوکو در ژاپن فئودالی است. در هر بازی، قهرمان داستان توانایی جذب روح‌های گنما را از دشمنان شکست خورده دارد که به بازیابی سلامتی، تزریق قدرت در سلاح‌ها و زره‌ها و آماده کردن قدرت برای حملات جادویی سلاح‌های ویژه کمک می‌کند. همچنین در بازی‌های این مجموعه بخشی‌هایی به نام دارک رِلْم یا قلمرو تاریک در طول داستان وجود دارد که بازیکن می‌تواند با ورود به آن محیط با دشمنان مبارزه کند و ضمن جمع کردن ارواح نیروهای شکست خورده، در صورت شکست تمامی دشمنان آیتم ارزشمندی را دریافت کند.
کاراکترها به آرامی حرکت می‌کنند و فقط می‌توان با دو بار ضربه زدن به هر جهت، سرعت آن را با دش مانور کمی افزایش داد. اقدامات مشترک بسیاری از بازی‌های اکشن، مانند پریدن، گرفتن، و بالا رفتن از موانع را نمی‌توان در بازی‌های اونیموشا انجام داد.
به منظور جلوگیری از گرفتن هم‌زمان چندین دکمه برای اجرای حملات خاص قابلیتی که در اکثر بازی‌های سبکِ اکشن گنجانده شده‌است، نوعی حمله به نام «ایسن» در تمام بازی‌های این مجموعه وجود دارد که با آن می‌توان دشمن را در یک لحظه از بین برد. ایسن زمانی اتفاق می‌افتد که بازیکن در لحظه‌ای که دشمن می‌خواهد حمله کند، اقدامی انجام دهد، این اقدام هم دفاع و هم حمله می‌تواند باشد. در واقع اقدام سریعتر بازیکن در حمله یا دفاع در لحظه ای که دشمن حمله می‌کند، انجام حرکت ایسن را مقدور می‌سازد. در صورت موفقیت‌آمیز بودن حرکت، یک فلاش روشن ظاهر می‌شود و دشمن هدف فوراً می‌میرد. اگر گروهی از دشمنان بازیکن را احاطه کنند، بازیکن می‌تواند چندین ضربه ایسن را هم‌زمان بزند و کل گروه را از بین ببرد. با اینکه اجرای این فن بستگی به مهارت بازیکن دارد و در هر زمان مقدور نیست اما گاهی ایسن به خودی خود به دلیل فشردن همزمان دکمه‌ها و حمله و دفاع مداوم در برابر دشمنان اتفاق می‌افتد بدون اینکه حتی بازیکن به انجام آن فکر کند.

## داستان
در بازی اول اونیموشا: اربابان جنگ، داستان که عمدتاً در دوره سنگوکو ژاپنی روایت شده‌است، با کشته شدن ارباب فئودال اودا نوبوناگا در طول یک نبرد شروع می‌شود. یکی از مبارزان برجسته سامانوسکه آکچی، نامه ای از بستگانش پرنسس یوکی دریافت می‌کند که نگران ناپدید شدن خدمتکاران قلعه خود است. سامانوسکه به یک کونوایچی، به نام کایده ملحق می‌شود تا یوکی را نجات دهند و متوجه می‌شود که موجودات اهریمنی به نام گِنما مقصر هستند. برای شکست دادن گنما، خاندان اونی به سامانوسکه قدرت‌هایی از نوع خود می‌دهند. سامانوسکه در طول مبارزات خود متوجه می‌شود که گنما، نوبوناگا را احیا کرده‌است تا به آنها خدمت کند و در عین حال قصد دارند یوکی و یتیمی به نام یومه‌مارو را قربانی کنند تا به او قدرت بیشتری بدهند. سامانوسکه موفق می‌شود یوکی و یومه‌مارو را نجات دهد و پادشاه گنما، خدای نور فورتینبراس را به ظاهر می‌کشد. سپس اعضای گروه سامانوسکه مسیرهای مختلفی را طی می‌کنند و از هم جدا می‌شوند.
در بازی دوم اونیموشا ۲: سرنوشت یک سامورایی، نوبوناگا مجبور می‌شود از گنما در نیروهایش استفاده کند تا ژاپن را متحد کند و دهکده یاگیو را که قبیله آنها دشمن گنما هستند، از بین می‌بَرد. تنها بازمانده این قبیله، جوبی یاگیو به دنبال گرفتن انتقام قبیله خود، متوجه می‌شود قدرت‌های اونی را از مادرش به ارث برده‌است، درنتیجه از آنها در کنار پنج گوی اونی برای نبرد با سربازان نوبوناگا استفاده می‌کند. جوبی در طول سفر خود با چندین متحد ملاقات می‌کند که آنها نیز به دنبال جان نوبوناگا هستند. جوبی موفق می‌شود به قلعه گیفو نفوذ کند و به تنهایی با نوبوناگا مقابله کند. اگرچه جوبی نوبوناگا را می‌کشد، اما روح آن فرار می‌کند و بعداً خود را بازسازی می‌کند. در اسپین‌آف سری اونیموشا: شمشیر جنگجویان، کاراکترهایی از دو بازی اول در نبردی جدید علیه نیروهای نوبوناگا حضور پیدا می‌کنند.
در بازی سوم اونیموشا ۳: محاصره اهریمن، گروهی سرباز تحت فرمان سامانوسکه دوباره به نیروهای نوبوناگا حمله می‌کنند. قبل از رویارویی با نوبوناگا، سامانوسکه در نتیجه اختراعی که توسط دانشمند گنما، گیلدنسترن انجام شده، به پاریس مدرن منتقل می‌شود تا افراد نوبوناگا بتوانند سرزمین‌های بیشتری را در غیاب سامانوسکه فتح کنند. در همین زمان، مأموری به نام ژاک بلان در پاریس مدرن قربانی اختراع گیلدنسترن می‌شود و به دوره سنگوکو ژاپن انتقال پیدا می‌کند. در آنجا، یک اونی به ژاک قدرت اعطا می‌کند و به او می‌گوید اگر می‌خواهد به خانه بازگردد، باید با سامانوسکه این زمان متحد شود تا نوبوناگا را شکست دهد. در حالی که ژاک در گذشته به سامانوسکه کمک می‌کند، در آینده خانواده ژاک به سامانوسکه کمک می‌کند تا دربارهٔ گنما تحقیق کند. در پایان دو جنگجوی اونی موفق می‌شوند تهاجم گنما را متوقف کنند و به زمان خود بازگردند. سامانوسکه نیز موفق می‌شود نوبوناگا را بکشد و روح او را در دستکش اونی مهر و موم کند تا از قیام دیگری در آینده توسط او جلوگیری شود.
در بازی چهارم اونیموشا: طلوع رؤیاها، خدمتکار نوبوناگا تویوتومی هیده‌یوشی (توکی‌چیرو)، ژاپن را با استفاده از گنما که از اقدامات آنها حمایت می‌کرد متحد می‌کند. پسر نامشروع او، هیده‌یاسو «سوکی»، برای شکست دادن هیده‌یوشی و متوقف کردن گنما به تلاش می‌پردازد. او توسط چندین جنگجوی دیگر از جمله سامانوسکه (تنکای) که او را با عنوان اونی سیاه، خدای تاریکی می‌شناسد، حمایت می‌شود. پس از تسلط بر قدرت‌های اونی خود، سوکی با دوستانش همراه می‌شود تا ارتش هیده‌یوشی را شکست دهند. در ادامه مشخص می‌شود که هیده‌یوشی عروسک خیمه شب بازی سه زمامدار گنما بوده که می‌خواستند فورتینبراس را با تمام قدرت خود به عنوان خدای گنما بازگردانند. هرچند هیده‌یوشی و سه زمامدار گنما شکست می‌خورند، اما فورتینبراس زنده می‌شود و سوکی تصمیم می‌گیرد با استفاده از دستکش اونی، گنما را برای همیشه نابود کند و به قیمت جانش آرامش را به کشور بازگرداند.

## بازخورد
| بازی                           | متاکریتیک          |
| ------------------------------ | ------------------ |
| اونیموشا: اربابان جنگ          | (PS2) ۸۶ (Xbox) ۸۳ |
| اونیموشا ۲: سرنوشت یک سامورایی | (PS2) ۸۴           |
| اونیموشا ۳: محاصره اهریمن      | (PS2) ۸۵ (PC) ۶۹   |
| اونیموشا: طلوع رؤیاها          | (PS2) ۸۱           |

سری اونیموشا در کل، با میانگین امتیاز بیش از ۸۰ درصد، نقدهای مثبتی دریافت کرده‌است. در مقابل، اسپین‌آف‌های این مجموعه چندان موفق نبوده‌اند. بازی، گنجی: طلوع سامورایی، توسط کیجی اینافونه به عنوان «کلونِ اونیموشا» یاد شد، با این حال طراح آن یوشیکی اوکاموتو چنین اظهاراتی را رد کرد.
این مجموعه اغلب با سری رزیدنت اویل مقایسه شده‌است و به دلیل تمرکز آن در قسمت اکشن مورد تحسین قرار گرفته‌است. با این حال، دو بازی اول به دلیل مجبور کردن بازیکن به استفاده از پد جهت به جای آنالوگ سمت چپ (شوک سمت چپ) برای حرکت دادن شخصیت قابل بازی مورد انتقاد قرار گرفتند. این مشکل در بازی سوم حل شد. یکی دیگر از موضوعات مورد انتقاد، مدت زمان هر بازی است که گاهی به دلیل ارزش تکراری که ارائه می‌دهند، نظرات متفاوت است. یوشینوری به کوتاه بودن بازی سوم اعتراف کرد و بنابراین باعث شد تا طلوع رؤیاها طولانی‌تر از بازی‌های قبلی ساخته شود.
عنوان اول موفقیت بزرگی در پی‌اس۲ بود، و تبدیل به اولین بازی کنسول شد که بیش از یک میلیون نسخه فروخت. در حالی که اونیموشا۲ نیز یکی از عناوین پرفروش بود، کپ‌کام متوجه عملکرد ضعیف آن در مناطق اروپایی شد. با اینکه کپ‌کام برای جذب بازار غرب ایدهٔ جذاب سفر در زمان و جابه جایی بین ژاپن و اروپا و حتی استفاده از کاراکترهای غربی را در بازی سوم پیاده کرد، اما عناوین سوم و چهارم فروش کمتری داشتند. کیجی اینافونه به دیدگاه مردم در مورد اینکه چرا بازی‌ها را شبیه یک داستان سامورایی ندانستند پرداخته بود، در حالی که مقاله‌نویسان خاطرنشان کردند که بازی تحت الشعاع کنسول‌های نسل بعدی قرار گرفت. تا ۳۱ دسامبر ۲۰۱۹، این مجموعه حداقل ۸٫۳ میلیون نسخه فروخته‌است.

## پروژه ساخت فیلم
در می ۲۰۰۳، پارامونت پیکچرز، دیویس فیلمز و گاگا پروداکشنز سرمایه‌گذاری مشترک خود را برای اقتباس از سری بازی‌های اونیموشا در یک فیلم ۵۰ میلیون دلاری لایو اکشن اعلام کردند. به گفته ساموئل حدیدا از طرف پارامونت و دیویس فیلم: «سامورایی که با شیاطین می‌جنگد - ایده ای تقریباً ساده است، همچنین یک داستان عاشقانه می‌توان ازش ساخت. این یک فیلم ماجراجویی بزرگ با جلوه‌های ویژه بسیار است.» او همچنین امکان یک فرانچایز را پیشنهاد کرد.
در دسامبر ۲۰۰۶، کریستف گان گفت که ساخت فیلم را در برنامه قرار داده‌است. این فیلم با بودجه بیش از ۷۰ میلیون دلار قرار بود فوریه ۲۰۰۸ در چین فیلم‌برداری و در دسامبر ۲۰۰۹ اکران شود. گزارش شد که تاکشی کانشیرو در این فیلم حضور خواهد داشت و نقش خود را در نقش سامانوسکه تکرار خواهد کرد. حدیدا مجبور شد فیلم‌برداری را به تعویق بیندازد، به این دلیل که گان ابتدا باید اقتباسی از رمان لئو پروتس را کارگردانی می‌کرد و باعث شد بازیگران ژاپنی فیلم در طول این تأخیر روی پروژه‌های سینمایی دیگر کار کنند و برای شروع فیلم‌برداری اونیموشا در دسترس نباشند. ساتومی ایشی هارا و ایهارا تسویوشی نیز به پروژه پیوسته بودند. از سال ۲۰۰۷ هیچ خبر دیگری در رابطه با این فیلم منتشر نشد.

### انیمه
نتفلیکس در اواخر سپتامبر ۲۰۲۲ اعلام کرد که یک مجموعه انیمه از اونیموشا در حال ساخت است، و شخصیت اصلی آن، میاموتو موساشی از توشیرو میفونه الگوبرداری خواهد شد.